# Дідьє Овоно
Дідьє Овоно (фр. Didier Ovono, нар. 23 січня 1983, Порт-Жантіль) — габонський футболіст, воротар бельгійського «Остенде» та національної збірної Габону.
Відомий зокрема виступами за «Динамо» (Тбілісі), з яким ставав чемпіоном Грузії і володарем Кубка Грузії.

## Клубна кар'єра
У дорослому футболі дебютував 2001 року на батьківщині виступами за команду клубу «Мангаспорт», в якій провів два сезони.
Згодом з 2004 по 2007 рік грав у складі команд габонського «Сожеа», сальвадорської «Альянси» та португальського «Пасуш ді Феррейра».
Своєю грою за останню команду привернув увагу представників тренерського штабу грузинського клубу «Динамо» (Тбілісі), до складу якого приєднався 2007 року. Відіграв за тбіліських динамівців наступні два сезони своєї ігрової кар'єри. Більшість часу, проведеного у складі тбіліського «Динамо», був основним голкіпером команди. За цей час виборов титул чемпіона Грузії.
Протягом 2009—2013 років грав у Франції, захищав кольори клубів «Ле-Ман» та «Сошо».
До складу бельгійського «Остенде» приєднався 2013 року. Відтоді встиг відіграти за команду з Остенде 22 матчі в національному чемпіонаті.

## Виступи за збірні
У 2003 році дебютував в офіційних матчах у складі національної збірної Габону, поступово ставши її основним голкіпером. Наразі провів у формі головної команди країни 75 матчів.
У складі збірної був учасником Кубка африканських націй 2010 року в Анголі, де разом з командою здобув «срібло», Кубка африканських націй 2012 року у Габоні та Екваторіальній Гвінеї, а також Кубка африканських націй 2015 року в Екваторіальній Гвінеї.
У 2012 році також захищав кольори олімпійської збірної Габону. У складі цієї команди провів 3 матчі.

## Титули і досягнення
- Чемпіон Грузії (1):

«Динамо» (Тбілісі): 2007–08
- Володар Кубка Грузії (1):

«Динамо» (Тбілісі): 2008–09
- Володар Суперкубка Грузії (1):

«Динамо» (Тбілісі): 2008